# Pognano
Pognano (lombardul: Pognà) település Olaszországban, Lombardia régióban, Bergamo megyében. Lakosainak száma 1550 fő (2023. január 1.). Pognano Arcene, Spirano, Lurano és Verdello községekkel határos.

## Népesség
A település lakossága az elmúlt években az alábbi módon változott:
| Lakosok száma | 1601 | 1625 | 1550 |
|               | 2017 | 2018 | 2023 |